# Покровская волость (Клинский уезд)
Покро́вская во́лость — историческая административно-территориальная единица в составе Клинского уезда Московской губернии. Центром волости было село Покровское.
Под данным 1890 года в состав волости входило 17 селений. В селе Покровском размещались волостное правление и квартира полицейского урядника. В селе Зеленцыно, деревнях Кузьминское и Кушелово находились земские училища.
По сведениям 1913 года земское училище располагалось также в деревне Степаньково. В сёлах Кайденово, Покровском и деревне Телешево имелись церковно-приходские школы, в деревне Астренево — казённая винная лавка.
19 марта 1919 года селения Глазково, Изосименская, Кушелево, Покровское, Степаньково и Телешово были включены в состав Ошейкинской волости Волоколамского уезда, селения Курбатово, Кузьминское и Слободки — в состав Калеевской волости Волоколамского уезда. Остальные населённые пункты вошли в состав Зеленцинской волости Клинского уезда.